# Gisela M. A. Richter
Gisela Maria Augusta Richter (Londra, 14 o 15 agosto 1882 – Roma, 24 dicembre 1972) è stata un'archeologa e storica dell'arte britannica naturalizzata statunitense. Fu una figura di spicco nel campo dell'archeologia classica per il suo lavoro di curatrice del Metropolitan Museum of Art di New York.

## Formazione
Gisela Richter nacque a Londra, in Inghilterra, da Jean Paul e da Louise Schwaab. Entrambi i genitori e la sorella Irma furono storici dell'arte specializzati nel Rinascimento italiano. Richter studiò alla Maida Vale School, una delle migliori scuole femminili dell'epoca. Decise di diventare una archeologa classica seguendo i corsi di Emanuel Löwy all'Università di Roma intorno al 1896. Nel 1901 iniziò a frequentare il Girton College all'Università di Cambridge, dove strinse amicizia con sei compagne tra cui Lady Dorothy Georgiana Howard, figlia del 9º Conte di Carlisle e di Rosalind Howard, e Anna Abrikosova. Richter faceva parte del gruppo di sette ragazze ospiti di Lady Dorothy ai castelli di Howard e Naworth durante le vacanze estive.
Richter lasciò il Girton College nel 1904 senza una laurea, perché all'epoca le donne non potevano laurearsi, e trascorse l'anno successivo alla British School ad Atene fino al 1905. Richter si trasferì negli Stati Uniti d'America nel 1905 e divenne cittadina statunitense naturalizzata nel 1917.

## Carriera
Richter entrò al Metropolitan Museum of Art di New York come assistente nel 1905. Qui venne incaricata di catalogare una collezione di vasi greci acquisiti che il museo aveva acquisito recentemente dai fratelli Canessa, famosi commercianti d'arte europei. Nel 1910 fu promossa ad assistant curator, nel 1922 curatrice associata e infine nel 1925 curatrice di arte greca e romana, posizione che conservò fino al pensionamento nel 1948 e prima donna ad avere il titolo di "curatrice" al Met. In seguito alla pensione Richter fu nominata curatrice onoraria e lo rimase fino alla morte nel 1972. Nel suo ruolo ebbe una notevole influenza sulla storia dell'arte antica.
Richter tenne lezioni alla Columbia University, a Yale, al Bryn Mawr College e all'Oberlin College. Come autrice di molti testi sull'arte classica rivolti al grande pubblico, ebbe una grande influenza sull'apprezzamento e sulla comprensione della materia da parte della popolazione. Venne eletta membro della American Philosophical Society nel 1942. Nel 1944, ricevette un premio di riconoscimento da parte della American Association of University Women. Nel 1947 fu ammessa nella Society of Antiquaries of London. Nel 1952 le fu assegnato il titolo di dottore in lettere da parte dell'Università di Oxford. Nel 1966 fu nominata Socia straniera dell'Accademia dei Lincei. Nel 1968 ricevette il premio medaglia d'oro di riconoscimento per l'archeologia da parte dell'Archaeological Institute of America.

## Gli ultimi anni e l'eredità culturale

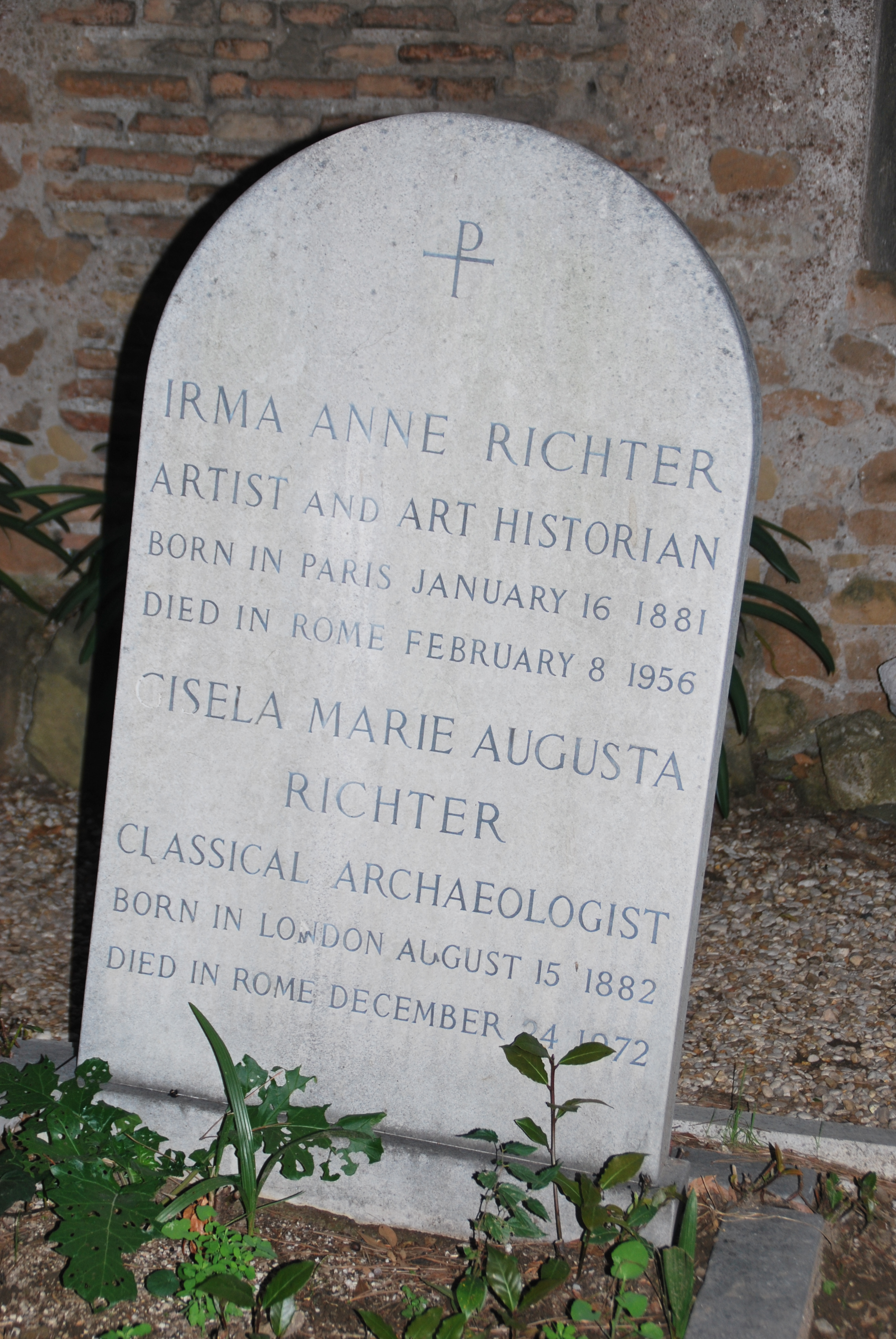

Nel 1952 Richter si trasferì a Roma, dove visse fino alla morte nel 1972. Fu sepolta nel Cimitero acattolico.
I commenti sul suo contributo alla storia dell'arte antica ne hanno ricordato "la chiarezza e il rigore, la sensibilità la sua attenzione al dettaglio nelle conoscenze, una grande capacità di osservazione e deduzione, la maestria nella forma e nel disegno".

## Opere
- Greek, Etruscan and Roman Bronzes, Gilliss Press, 1915.
- Catalogue of Engraved Gems of the Classical Style, Metropolitan Museum of Art, 1920.
- Handbook of the Classical Collection, Metropolitan Museum of Art, 1922.
- The Craft of Athenian Pottery, Yale University Press, 1923.
- Lectures by Edith R. Abbot and Gisela M.A. Richter for students in New York universities, members of the museum and others, Metropolitan Museum of Art, 1934
- Ancient Furniture, Clarendon Press, 1926.
- Animals in Greek Sculpture: A Survey, Oxford University Press, 1930.
- Red-Figured Athenian Vases in the Metropolitan Museum of Art, Volume 1 (Text) and 2 (Plates), Yale University Press, 1936.
- Etruscan terracotta warriors in the Metropolitan Museum of Art with a report on structure and technique by Charles F. Binns. Metropolitan Museum of Art, 1937.
- Augustan art : an exhibition commemorating the bimillennium of the birth of Augustus, New York, January 4, 1939, through February 19, Gisela Richter e Christine Alexander. Metropolitan Museum of art, 1939.
- Handbook of the Etruscan Collection, Metropolitan Museum of Art, 1940.
- Ancient Gems from the Evans and Beatty Collections, Metropolitan Museum of Art, 1942.
- Archaic Attic Gravestones, Harvard University Press, 1944.
- Greek Painting : The Development of Pictorial Representation from Archaic to Graeco-Roman Times, Metropolitan Museum of Art, 1944.
- A Brief Guide to the Greek Collection, Metropolitan Museum of Art, New York, N.Y., 1947.
- Roman Portraits, Metropolitan Museum of Art, 1948.
- Archaic Greek Art against Its Historical Background, Oxford University Press, 1949.
- Three Critical Periods in Greek Sculpture, Oxford University Press, 1952.
- Attic Black-Figured Kylikes, Harvard University Press, 1953.
- Handbook of the Greek Collection, Harvard University Press, 1953.
- Catalogue of Greek Sculptures, Metropolitan Museum of Art, Harvard University Press, 1954.
- Ancient Italy, University of Michigan Press, 1955.
- Catalogue of Greek and Roman Antiquities in the Dumbarton Oaks Collection, Harvard University Press, 1956.
- Attic Red-Figured Vases, Yale University Press, 1946, revised edition, 1958.
- The Archaic Gravestones of Attica, Phaidon, 1961.
- Greek Portraits, Latomus, Volume I, 1955, Volume II, 1959, Volume III, 1960, Volume IV, 1962, Volume V, 1964.
- The Furniture of the Greeks, Etruscans, and Romans, Phaidon, 1966.
- Korai: Archaic Greek Maidens, Phaidon, 1968.
- A Handbook of Greek Art, Phaidon, 1959 (tradotto in italiano come L'arte greca, Einaudi, 1969)
- (With Irma Richter) Kouroi: Archaic Greek Youths, Oxford University Press, 1942, 3ª edizione, Phaidon, 1970.
- Engraved Gems of the Greeks and the Etruscans, Praeger, Volume I, 1968, Volume II, 1971.
- Perspective in Greek and Roman Art, Phaidon, 1970.
- The Sculpture and Sculptors of the Greeks, Yale University Press, 1929, 4ª edizione rivista, 1970.
- The Portraits of the Greeks, three volumes, Phaidon, 1965, supplemento, 1972.
- Shapes and Names of Athenian Vases. con Marjorie J. Milne. Plantin, 1935, ristampato da McGrath, 1973.